# La Capital (Mar del Plata)
La Capital es un diario de la ciudad de Mar del Plata, Provincia de Buenos Aires, Argentina. Fue fundado por Victorio Tetamanti el 25 de mayo de 1905, y actualmente es dirigido por Florencio Aldrey Iglesias.

## Historia
El diario surgió a partir de una iniciativa de un grupo de personas del Partido Conservador de Buenos Aires encabezados por Don Victorio Tetamanti, quien fuera administrador general de la estancia que Miguel Alfredo Martínez de Hoz poseía en Chapadmalal; con el fin de apoyar la gestión de su empleador como Comisionado de Mar del Plata, cargo en el que fue designado por el gobierno provincial en 1903.
El grupo de gestión inicial, dirigido por Victorio Tetamanti, estaba integrado por Arturo Alió, Ricardo Davel, Eliseo Parada y Carlos Alberto Mas Acevedo. Fue Ricardo Davel quien propuso el nombre, con la idea de promover a Mar del Plata como modelo de ciudad y capital de la provincia de Buenos Aires, partiendo de la base que la cercanía de La Plata con la Ciudad de Buenos Aires, era un elemento determinante para desplazarla como capital provincial. El proyecto fue viable a raíz de un préstamo del Banco de la Nación Argentina. El primer ejemplar fue impreso el día 25 de mayo de 1905.